# Pacco a sorpresa
Pacco a sorpresa (Surprise Package) è un film del 1960 diretto da Stanley Donen

## Trama
Un gangster americano che vive su un'isola della Grecia e un re deposto organizzano un piano per rubare alcuni gioielli della corona.

## Accoglienza

### Critica
(Paolo Mereghetti)